# Franz Xaver Rudolf von Höhnel
Franz Xaver Rudolf von Höhnel ( 1852 - 1920 ) fue un briólogo, micólogo, y algólogo austríaco. Obtuvo su PhD, en la Universidad de Estrasburgo, en 1877; y profesor de botánica, en la "Universidad Técnica de Viena".

## Algunas publicaciones
1. Höhnel, F.X.R. von. 1902. Fragmente zur Mykologie (I. Mitteilung). Sitzungsberichten der Kaiserliche Akademie der Wissenschaften in Wien Mathematische-Naturwissenschaftliche Klasse, Abt. 1 111: 987-1056
2. Höhnel, F.X.R. von 1903. Mycologische Fragmente. Annales Mycologici 1 (5): 391-414
3. Höhnel, F.X.R. von 1903. Mycologische Fragmente. XXVIII-XLI. Annales Mycologici 1 (6): 522-534
4. Höhnel, F.X.R. von 1904. Mycologische Fragmente. Annales Mycologici 2 (1): 38-60
5. Höhnel, F.X.R. von. 1904. Mycologische Fragmente. IV. Annales Mycologici 2: 271-277
6. Höhnel, F.X.R. von. 1904. Zur Kenntnis einiger Fadenpilze. Hedwigia 43: 295-299
7. Höhnel, F.X.R. von. 1905. Mycologische Fragmente. LXXVI. Zur Synonymie einiger Pilze. Annales Mycologici 3: 187-190
8. Höhnel, F.X.R. von. 1905. Mycologische Fragmente [77-97]. Annales Mycologici 3: 323-339
9. Höhnel, F.X.R. von. 1905. Mycologische Fragmente XCVIII-CV. Annales Mycologici 3: 402-409, 4 figs.
10. Höhnel, F.X.R. von. 1905, publ. 1906. Mycologische Fragmente CVI-CXVII. Annales Mycologici 3 (6): 548-560, 6 figs.
11. Höhnel, F.X.R. von. 1906. Fragmente zur Mykologie (II. Mitteilung, N.º 64 bis 91). Sitzungsberichten der Kaiserliche Akademie der Wissenschaften in Wien Mathematische-Naturwissenschaftliche Klasse, Abt. 1 115: 649-695
12. Höhnel, F.X.R. von. 1906. Revision von 292 der von J. Feltgen aufgestellten Ascomycetenformen auf Grund der Originalexemplare. Sitzungsberichten der Kaiserliche Akademie der Wissenschaften in Wien Mathematische-Naturwissenschaftliche Klasse, Abt. 1 115: 1189-1327
13. Höhnel, F.X.R. von. 1907. Eumycetes et Myxomycetes. In Schiffner, V. [ed.] Ergebnisse der Botanischen Expedition der Kaiserlichen Akademie der Wissenschaften nach Süd-Brasilien 1901. Denkschriften der Kaiserlichen Akademie der Wissenschaften Mathematische-Naturwissenschaftliche Klasse 83: 1-45
14. Höhnel, F.X.R. von; Litschauer, V. 1906. Revision der Corticieen in Dr J. Schröter’s ‘Pilze Schlesiens’ nach seinen Herbarexemplaren. Annales Mycologici 4 (3): 288-294
15. Höhnel, F.X.R. von; Litschauer, V. 1906. Beiträge zur Kenntnis der Corticeen. Sitzungsberichten der Kaiserlich Akademie der Wissenschaften in Wien Mathematische-naturwissenschaftliche Klasse 115 (1): 1549-1620 [reprint pages 1-72], 10 figs.
16. Höhnel, F.X.R. von; Litschauer, V. 1907. Beiträge zur Kenntnis der Corticeen (II. Mitteilung). Sitzungsberichten der Kaiserlich Akademie der Wissenschaften in Wien Mathematische-naturwissenschaftliche Klasse 116 (1): 739-852 [reprint pages 1-114] 20 figs, 4 planchas
17. Höhnel, F.X.R. von. 1907. Fragmente zur Mykologie (III. Mitteilung, N.º 92 bis 155). Sitzungsberichten der Kaiserliche Akademie der Wissenschaften in Wien Mathematische-Naturwissenschaftliche Klasse, Abt. 1 116 (3): 83-162, 1 plancha
18. Höhnel, F.X.R. von. 1907. Fragmente zur Mykologie (IV. Mitteilung, N.º 156 bis 168). Sitzungsberichten der Kaiserliche Akademie der Wissenschaften in Wien Mathematische-Naturwissenschaftliche Klasse, Abt. 1 116: 615-647
19. Höhnel, F.X.R. von; Litschauer, V. 1908. Beiträge zur Kenntnis der Corticeen (III Mitteilung). Sitzungsberichten der Kaiserlich Akademie der Wissenschaften in Wien Mathematische-naturwissenschaftliche Klasse 117 (1): 1081-1124 [reprint pages 1-44], 10 figs.
20. Höhnel, F.X.R. von. 1909. Fragmente zur Mykologie (VI. Mitteilung, N.º 182 bis 288). Sitzungsberichten der Kaiserliche Akademie der Wissenschaften in Wien Mathematische-Naturwissenschaftliche Klasse, Abt. 1 118: 275-452, 35 figs, 1 plancha
21. Höhnel, F.X.R. von. 1909. Fragmente zur Mykologie (VII. Mitteilung, N.º 289 bis 353). Sitzungsberichten der Kaiserliche Akademie der Wissenschaften in Wien Mathematische-Naturwissenschaftliche Klasse, Abt. 1 118: 813-904
22. Höhnel, F.X.R. von. 1909. Fragmente zur Mykologie (VIII. Mitteilung, N.º 354 bis 406). Sitzungsberichten der Kaiserliche Akademie der Wissenschaften in Wien Mathematische-Naturwissenschaftliche Klasse, Abt. 1 118 (8): 1157-1246, 1 fig.
23. Höhnel, F.X.R. von. 1909. Fragmente zur Mykologie (VIII. Mitteilung, N.º 407 bis 467). Sitzungsberichten der Kaiserliche Akademie der Wissenschaften in Wien Mathematische-Naturwissenschaftliche Klasse, Abt. 1 118: 1461-1552
24. Höhnel, F.X.R. von; Weese, J. 1910. Zur Synonymie in der Gattung Nectria. Annales Mycologici 8: 464-468
25. Höhnel, F.X.R. von. 1910. Fragmente zur Mykologie (X. Mitteilung, N.º 468 bis 526). Sitzungsberichten der Kaiserliche Akademie der Wissenschaften in Wien Mathematische-Naturwissenschaftliche Klasse, Abt. 1 119: 393-473
26. Höhnel, F.X.R. von. 1910. Fragmente zur Mykologie (XI. Mitteilung, N.º 527 bis 573). Sitzungsberichten der Kaiserlische Akademie der Wissenschaften in Wien Mathematische-Naturwissenschaftliche Klasse, Abt. 1 119: 617-679
27. Höhnel, F.X.R. von. 1910. Fragmente zur Mykologie (XII. Mitteilung, N.º 574 bis 641). Sitzungsberichten der Kaiserlische Akademie der Wissenschaften in Wien Mathematische-Naturwissenschaftliche Klasse, Abt. 1 119: 877-958
28. Höhnel, F.X.R. von. 1910. Fünfter Nachtrag zur Pilzflora des Sonntagberges (N.-Ö.). Beiträge zur Pilzflora Niederösterreichs. Verhandlungen der Zoologisch-Botanischen Gesellschaft in Wien 60: 303-335
29. Höhnel, F.X.R. von. 1910. Fünfter Nachtrag zur Pilzflora des Sonntagberges (N.-Ö.). Beiträge zur Pilzflora Niederösterreichs [concl.]. Verhandlungen der Zoologisch-Botanischen Gesellschaft in Wien 60: 464-477
30. Höhnel, F.X.R. von. 1911. Zur Systematik der Sphaeropsideen und Melanconieen. Annales Mycologici 9: 258-265
31. Höhnel, F.X.R. von. 1911. Fragmente zur Mykologie (XIII. Mitteilung, N.º 642 bis 718). Sitzungsberichten der Kaiserlische Akademie der Wissenschaften in Wien Mathematische-Naturwissenschaftliche Klasse, Abt. 1 120: 379-484
32. Höhnel, F.X.R. von. 1912. Fragmente zur Mykologie (XIV. Mitteilung, N.º 719 bis 792). Sitzungsberichten der Kaiserliche Akademie der Wissenschaften in Wien Mathematische-Naturwissenschaftliche Klasse, Abt. 1 121: 339-424, 2 planchas
33. Höhnel, F.X.R. von. 1913. Verzeichnis der von mir gemachten Angaben zur Systematik und Synonymie der Pilze. Österreichische Botanische Zeitschrift 63: 422-432
34. Höhnel, F.X.R. von. 1913. Fragmente zur Mykologie (XV. Mitteilung, N.º 793 bis 812). Sitzungsberichten der Kaiserlische Akademie der Wissenschaften in Wien Mathematische-Naturwissenschaftliche Klasse, Abt. 1 122: 255-309, 7 figs.
35. Höhnel, F.X.R. von. 1914. Fragmente zur Mykologie (XVI. Mitteilung, N.º 813 bis 875). Sitzungsberichten der Kaiserliche Akademie der Wissenschaften in Wien Mathematische-Naturwissenschaftliche Klasse, Abt. 1 123: 49-155, 32 figs.
36. Höhnel, F.X.R. von. 1915. Fragmente zur Mykologie (XVII. Mitteilung, N.º 876 bis 943). Sitzungsberichten der Kaiserliche Akademie der Wissenschaften in Wien Mathematische-Naturwissenschaftliche Klasse, Abt. 1 124: 49-159
37. Höhnel, F.X.R. von. 1915. Beiträge zur Mykologie. IX. Über die Gattung Myxosporium Link. Zeitschr. Gärungsphys. 5: 191-215
38. Höhnel, F.X.R. von. 1915, publ. 1916. Mykologisches. Österreichische Botanische Zeitschrift 65: 321-323
39. Höhnel, F.X.R. von. 1916. Mykologisches [cont.]. Österreichische Botanische Zeitschrift 66: 51-60
40. Höhnel, F.X.R. von. 1916. Mykologisches [concl.]. Österreichische Botanische Zeitschrift 66: 94-112
41. Höhnel, F.X.R. von. 1916. Fragmente zur Mykologie. (XVIII. Mitteilung, N.º 944 bis 1000). Sitzungsberichten der kaiserlich Akademie der Wissenschaften in Wien Mathematische-Naturwissenschaftliche Klasse, Abt. 1 125 (1-2): 1-112
42. Höhnel, F.X.R. von. 1916. Fragmente zur Mykologie (XVIII. Mitteilung, N.º 944 bis 1000). Sitzungsberichten der Kaiserliche Akademie der Wissenschaften in Wien Mathematische-Naturwissenschaftliche Klasse, Abt. 1 125 (1-2): 27-138
43. Höhnel, F.X.R. von. 1917. Mycologische Fragmente. CXX-CXC. Annales Mycologici 15 (5): 293-383
44. Höhnel, F.X.R. von. 1917. Mykologische Fragmente. Annales Mycologici 15: 318
45. Höhnel, F.X.R. von. 1917. Erste vorläufige Mitteilung mykologischer Ergebnisse. (N.º 1-106). Bericht der Deutschen Botanischen Gesellschaft 35: 246-256
46. Höhnel, F.X.R. von 1917. Zweite vorläufige Mitteilung mykologischer Ergebnisse [N.º 107-200]. Bericht der Deutschen Botanischen Gesellschaft 35: 351-360
47. Höhnel, F.X.R. von 1917. System der Phacidiales. Bericht der Deutschen Botanischen Gesellschaft 35: 416-422
48. Höhnel, F.X.R. von 1917. System der Diaportheen. Bericht der Deutschen Botanischen Gesellschaft 35: 631-638
49. Höhnel, F.X.R. von 1917. Fungi imperfecti. Beiträge zur Kenntnis derselben. Hedwigia 59: 236-284
50. Höhnel, F.X.R. von 1917. Fragmente zur Mykologie (XIX Mitteilung, N.º 1001 bis 1030). Sitzungsberichten der Kaiserliche Akademie der Wissenschaften in Wien Mathematische-Naturwissenschaftliche Klasse, Abt. 1 126 (4-5): 283-352
51. Höhnel, F.X.R. von 1917. Fragmente zur Mykologie (XX. Mitt. N.º 1031 bis 1057). Sitzungsberichten der Kaiserliche Akademie der Wissenschaften in Wien Mathematische-Naturwissenschaftliche Klasse, Abt. 1 126 (4-5): 353-399, 1 fig.
52. Höhnel, F.X.R. von 1918. Mykologische Fragmente. CXCI-CCXC. Annales Mycologici 16 (1-2): 35-174
53. Höhnel, F.X.R. von 1918. Rehm: Ascomycetes exs. fasc. 56 und 57. Annales Mycologici 16: 209-224
54. Höhnel, F.X.R. von 1918. Dritte vorläufige Mitteilung mycologischer Ergebnisse (N.º 201-304). Bericht der Deutschen Botanischen Gesellschaft Sonderabdruck 36: 309-317
55. Höhnel, F.X.R. von 1918. Fungi Imperfecti. Beiträge zur Kenntnis derselben. Hedwigia 60 (3): 129-209
56. Höhnel, F.X.R. von 1918. Fragmente zur Mykologie (XXII. Mitteilung, N.º 1092 bis 1153). Sitzungsberichten der Akademie der Wissenschaften in Wien Mathematische-Naturwissenschaftliche Klasse, Abt. 1 127 (8-9): 549-634
57. Höhnel, F.X.R. von. 1918. Fragmente zur Mykologie. Sitzungsberichten der Kaiserliche Akademie der Wissenschaften in Wien Mathematische-Naturwissenschaftliche Klasse, Abt. 1 127 (4): 329-393
58. Höhnel, F.X.R. von. 1919. Mykologische Fragmente. Nos. 291-314. Annales Mycologici 17: 114-133
59. Höhnel, F.X.R. von. 1919. Über Discomyeeten vortauschcnde Microthyriaceen. Bericht der Deutschen Botanischen Gesellschaft 36: 465-470
60. Höhnel, F.X.R. von. 1919. Fünfte vorläufige Mitteilungen mykologischer Ergebnisse. Berichte der Deutschen Botanischen Gesellschaft 37: 153-161
61. Höhnel, F.X.R. von. 1919. Fragmente zur Mykologie. XXII Mitteilungen, N.º 1092 bis 1153. Sber. Akad. Wiss. Wien Mathematische-Naturwissenschaftliche Klasse, Abt. 1 128: 599-634
62. Höhnel, F.X.R. von. 1919. Fragmente zur Mykologie (XXIII. Mitteilung, N.º 1154 bis 1188). Sitzungsberichten der Akademie der Wissenschaften in Wien Mathematische-Naturwissenschaftliche Klasse, Abt. 1 128 (7-8): 535-625
63. Höhnel, F.X.R. von. 1920. Mykologische Fragmente. Nos. 315-333. Annales Mycologici 18: 71-98
64. Höhnel, F.X.R. von. 1920. Bemerkungen zu H. Klebahn, Haupt- und Nebenfrucht-formen der Ascomyceten 1918. Hedwigia 62: 38-55
65. Höhnel, F.X.R. von. 1920. Beiträge zur Kenntnis derselben. Hedwigia 62: 56-89
66. Höhnel, F.X.R. von. 1920. Fragmente zur Mykologie (XXIV. Mitteilung, N.º 1189 bis 1214). Sitzungsberichten der Akademie der Wissenschaften in Wien Mathematische-Naturwissenschaftliche Klasse, Abt. 1 129 (3-4): 137-184
67. Höhnel, F.X.R. von. 1923. Studien über Hyphomyzeten. Aus den hinterlassenen Schriften zusammengestellt und herausgegeben von Jos. Weese. Zentralblatt für Bakteriologie, Parasitenkunde, Infektionskrankheiten und Hygiene Abt. 2 60: 1-26
68. Höhnel, F.X.R. von. 1923, publ. 1924. Beitrag zur Kenntnis der Gattung Cylindrosporium. Annales Mycologici 22 (1-2): 191-203
69. Höhnel, F.X.R. von. 1925. Über die Gattung Ceuthospora Fr. Mitteilungen aus dem Bot. Lab. Techn. Hochsch. Wien 2 (4): 99-109
70. Höhnel, F.X.R. von. 1926. Über die nebenfruchtformen von Therrya Sacc. und Colpoma Wallroth. Mitteilungen aus dem Botanischen Institut der Technischen Hochschule in Wien 3 (1)
71. Höhnel, F.X.R. von. 1926. Über Massaria corni Fuckel. In J. Weese [ed.], Mitteilungen aus dem Botanischen Institut der Technischen Hochschule in Wien 3 (3): 109-111
72. Höhnel, F.X.R. von. 1927. Studien über Ascomyceten. 3. Mitteilung. Mitteilungen aus dem Botanischen Institut der Technischen Hochschule in Wien 4 (2): 33-80
73. Höhnel, F.X.R. von. 1927. Über Fusoma veratri Allesch. Mitteilungen des Botanischen Instituts der Technischen Hochschule Wien 4 (3): 11-[112]
74. Höhnel, F.X.R. von. 1928. Über Sphaeria baggei Auerswald. In J. Weese [ed.], Mitteilungen aus dem Botanischen Institut der Technischen Hochschule in Wien 5: 113-114
75. Höhnel, F.X.R. von. 1928. Über die Cytospora-Arten auf Salix in Europa. Mitteilungen des Botanischen Instituts der Technischen Hochschule Wien 5 (3): 54-58
76. Höhnel, F.X.R. von. 1928. Über die Valsa und Cytospora-Arten auf Populus. Mitteilungen des Botanischen Instituts der Technischen Hochschule Wien 5 (3): 58-59
77. Höhnel, F.X.R. von. 1928. Über Valseen und Cytospora auf Prunus in Europa. Mitteilungen des Botanischen Instituts der Technischen Hochschule Wien 5 (3): 60-64
78. Höhnel, F.X.R. von. 1928. Valseen und Cytospora auf Pomaceen in Europa. Mitteilungen des Botanischen Instituts der Technischen Hochschule Wien 5 (3): 77-86
79. Höhnel, F.X.R. von. 1929. Studien über Ascomyceten. 4. Mitteilung. Mitteilungen der Botanischen Laboratoriums der Technischen Hochschule, Wien 6: 97-120
80. Höhnel, F.X.R. von. 1929. Beiträge zur Kenntnis der Gattung Fusicoccum. I. Mitteilung. Mitteilungen des Botanischen Instituts der Technischen Hochschule Wien 6 (1): 19-25
81. Höhnel, F.X.R. von. 1930. Mykologische Beiträge. 2. Mitteilung. Mitteilungen aus dem Botanischen Institut der Technischen Hochschule in Wien 7: 83-96
82. Höhnel, F.X.R. von. 1930. Mykologische Beiträge: 1.-7. Mitteilung. Volumen 7 de Mitteilungen, Technische Hochschule Wien Botanisches Institut
83. Höhnel, F.X.R. von. 1932. Mykologische Beiträge. 6. Mitteilungen. Mitteilungen aus dem Botanisches Institut der Technischen Hochschule in Wien 9: 1-21

## Honores

### Eponimia
Géneros
Fanerógama
- (Asteraceae) Hoehnelia Schweinf. ex Engl.[1]

Fungi
- Hoehneliella Bres. & Sacc. ex Strasser, 1902
- Hoehnelomyces Weese, 1919 [syn.  Atractiella Sacc., 1886]
- Neohoehnelia Theiss. & Syd., 1917 [syn.  Dysrhynchis Clem., 1909]
- La abreviatura «Höhn.» se emplea para indicar a Franz Xaver Rudolf von Höhnel como autoridad en la descripción y clasificación científica de los vegetales.[2]

## Fuente
- Robert Zander, Fritz Encke, Günther Buchheim, Siegmund Seybold (eds.) Handwörterbuch der Pflanzennamen. 13.ª ed. Ulmer Verlag, Stuttgart 1984, ISBN 3-8001-5042-5